# Les irreals omegues
Les irreals omegues és el segon llibre de poemes publicat per J.V. Foix el 1949 i difereix completament de l'anterior, Sol i de dol, en què dominava el classicisme. Aquí el que domina és l'art del trobar clus trobadoresc i l'hermetisme de la poesia de tots els temps. És una poesia retoricada, de sintaxi perfecta, escrita en vers lliure però en què predomina el decasíl·lab i l'alexandrí, que serveixen més a l'esperit lleugerament narratiu del poemari.
El llibre comença amb dues citacions de Ramon Llull que fan d'advertència per a la lectura: la primera remet als orígens de la llengua literària catalana i al camí de la creació del real al fantàstic; la segona recorda que cal un esforç per tal d'entendre.
Els tretze poemes es caracteritzen per tenir un títol llarg, sovint un poema en prosa escrit en majúscules, cada un d'ells amb una estructura interna diferent. El contingut són experiències viscudes abans de la Guerra Civil o al principi d'aquesta, en la joventut del poeta, i reflexions pròpies del poeta tant d'abans com de després de la guerra. La imatgeria és molt onírica i simbolista i desplega idees de forma narrativa, tot i ser poemes lírics.
És considerat un dels llibres més importants de l'autor.